# Gazi do Iraque
Gazi I (em árabe: غازي ابن فيصل‎; Meca, 2 de maio de 1912 – Bagdá, 4 de abril de 1939) foi Rei do Iraque de 1933 até sua morte em 1939. Era o único filho homem do rei Faiçal I, o primeiro rei do Iraque, e foi, brevemente, Príncipe Herdeiro do Reino da Síria em 1920.
Foi muito nacionalista, opunha-se aos interesses britânicos no seu país. O seu reinado caracterizou-se por tensões entre os civis e o exército, o qual detinha o controle do governo. Ele apoiou o General Bakr Sidqi no seu golpe de Estado, que substituiu o governo civil por um governo militar em 1936.
Gazi faleceu em 1939 num acidente do automóvel desportivo que ele conduzia e foi sucedido pelo filho, Faiçal II.

## Vida pregressa
Gazi era filho primogênito de Faiçal ibne Huceine e Huzaima binte Nácer. Ele nasceu quando seu pai liderava uma campanha em Assir contra Muhammad ibn Ali al-Idrisi de' Asir, e foi batizado Ghazi (que significa Guerreiro) devido a esta campanha.
Em sua infância, Gazi foi deixado com seu avô, Huceine bin Ali, o grão-xarife Haxemita de Meca e chefe da casa real de Hashim, e que chamou Gazi de "Awn" em homenagem a seu bisavô Awn bin Muhsin, enquanto seu pai estava ocupado com viagens e em campanhas militares contra os otomanos. Os haxemitas governaram o Hejaz dentro do Império Otomano antes de se rebelarem com ajuda britânica nos estágios finais da Primeira Guerra Mundial. 
Gazi frequentou a Harrow School e, ao contrário de seu pai extrovertido, Gazi cresceu um jovem tímido e inexperiente.
Seu pai Faiçal fora coroado rei da Síria, mas foi destronado pelos franceses apenas 4 meses depois após a Batalha de Khan Maysalun; que encerrou a Guerra Franco-Síria de 1920 e iniciou o Mandato Francês da Síria e do Líbano. Em agosto de 1921, o governo britânico decidiu colocar Faiçal como rei do novo Reino do Iraque, sob o Mandato Britânico do Iraque. A família real foi transferida para Bagdá, capital do novo reino.
Reunindo tribos pelo fervor da doutrina religiosa fundamentalista do wahabismo, o líder tribal Abdulaziz ibn al-Saud formou um exército beduíno que se intitulava Ikhwan (significando "irmandade") e iniciou uma campanha pelo domínio da Península Arábica. A irmandade inicialmente derrotou os rashidis da poderosa tribo Shammar e tomaram Najd, no centro da Arábia, e al-Hasa, na província oriental. Em 1924, os exércitos de al-Saud derrotaram Awn bin Muhsin, o avô de Gazi, e tomaram o Hejaz - incluindo as cidades sagradas de Meca e Medina - e então tomaram a província austral de Assir dos iemenitas. Em 1926, Ibn al-Saud dominavam 2/3 da Arábia, sendo impedido de expandir-se ainda mais pelas montanhas do Iêmen ao sul e pelos britânicos a leste e norte por meio das monarquias no Iraque e Transjordânia, além dos protetorados do Kuwait, Estados Truciais, Omã e Áden no Golfo Pérsico.
Após a derrota de seu avô pelas forças sauditas em 1924, Gazi foi forçado a deixar o Hejaz com o resto dos haxemitas, viajando para a Transjordânia, onde o seu tio, Abdullah, era rei. No mesmo ano, Gazi juntou-se ao pai em Bagdá e foi nomeado príncipe herdeiro do Reino do Iraque.

## Flying Carpet

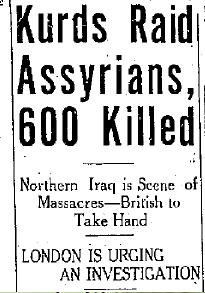
Matéria do jornal canadense Lethbridge Herald, de agosto de 1933, sobre o Massacre de Simele.

Como um estudante de 16 anos, ele conheceu o viajante aventureiro Richard Halliburton e seu piloto Moye Stephens durante seu voo de volta ao mundo (logo após o célebre vôo transatlântico de Charles Lindbergh). Gazi foi levado para seu primeiro vôo por Halliburton e Stephens em um biplano chamado Flying Carpet (Tapete Voador). Eles voaram baixo para verem as ruínas da Antiga Babilônia e outros locais históricos e sobrevoaram a própria escola do príncipe para que seus colegas pudessem vê-lo no biplano.
Um relato da experiência do jovem príncipe-herdeiro Gazi sobrevoando seu país foi registrado na obra The Flying Carpet, de Richard Halliburton.

## Massacre de Simele
O Massacre de Simele foi um massacre sistemático cometido por militares iraquianos, liderados pelo General Bakr Sidqi e apoiados por tribos árabes e curdas, contra os assírios-iraquianos no norte do Iraque em agosto de 1933. Gazi foi a Simele para conceder bandeiras "vitoriosas" aos líderes militares e tribais que, em 11 de agosto de 1933, participaram do massacre dos assírios e do saque de suas casas.

## Rei do Iraque

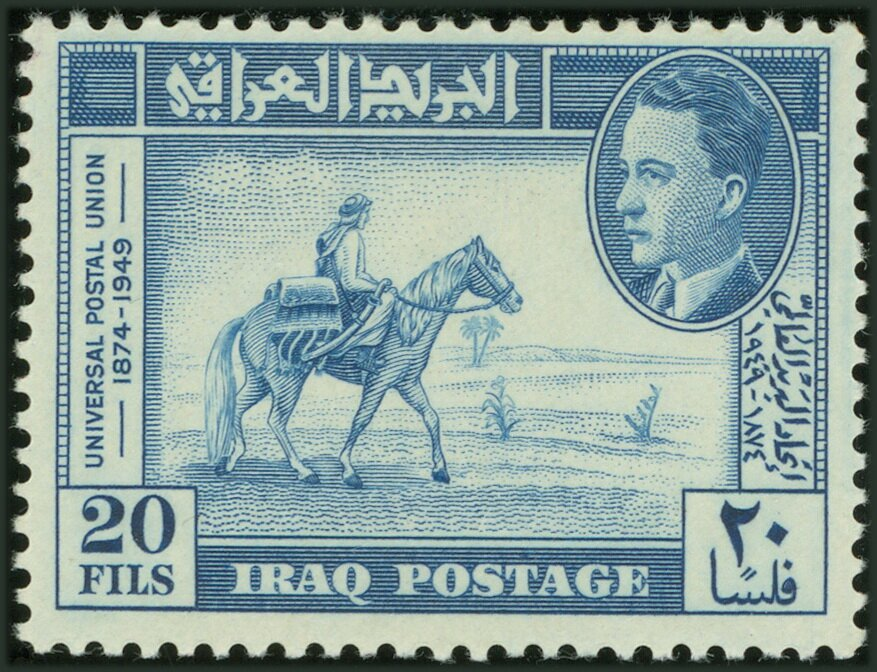
Selo postal de 1949 homenageando o do rei Gazi I.

Em 8 de setembro de 1933, o rei Faiçal I morreu e Gazi foi coroado como Rei Gazi I. No mesmo dia, Gazi foi nomeado Almirante da Frota da Marinha Real do Iraque, Marechal-de-Campo do Exército Real Iraquiano e Marechal da Força Aérea Real Iraquiana. Um ferrenho nacionalista pan-árabe, que se opunha aos interesses britânicos em seu país, ele reinou em meio a tensões civis-militares e de desagregação nacional. Gazi apoiou o General Bakr Sidqi em seu golpe-de-estado em 1936, no que foi o primeiro golpe militar ocorrido no mundo árabe moderno, e iniciou um ciclo de quarteladas com cinco golpes do exército ocorrendo durante cada ano liderados pelos chefes do exército contra o governo central para pressioná-lo a ceder às exigências do Exército; este ciclo que somente terminaria com a Guerra Anglo-Iraquiana de 1941.
Dizia-se que Gazi nutria simpatia pela Alemanha Nazista e também apresentou uma reivindicação para que o Kuwait fosse anexado ao Iraque. Para este propósito, ele tinha sua própria estação de rádio no palácio real de al-Zuhoor, na qual promovia essa reivindicação e outras visões radicais.

## Casamento e filhos

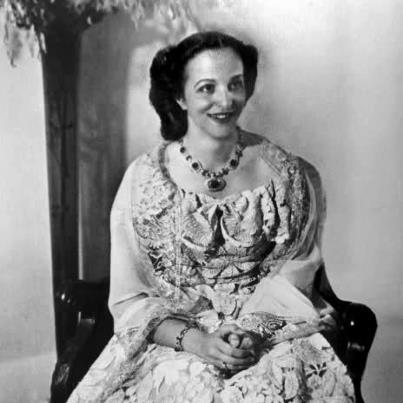
Rainha Aliya do Iraque.

Em 25 de janeiro de 1934, o rei Gazi casou-se com sua prima, a princesa Aliya bint Ali, filha de seu tio, o rei Ali do Hejaz, em Bagdá, capital do Iraque. Eles tiveram apenas um filho, Faiçal II, nascido em 2 de maio de 1935.
Faisal teve uma festa de circuncisão na quinta-feira, 7 de novembro de 1935, no palácio al-Zuhur e o emir Abedalá I da Transjordânia e seu filho, o príncipe Nayef bin Abdullah, compareceram à festa, bem como a equipe da família haxemita. O rei Gazi então ordenou a distribuição de esmolas para os pobres e necessitados, e mais de 50 crianças em um orfanato islâmico também foram circuncidadas por conta do rei Gazi, que então distribuiu sobremesas entre eles.
O rei Gazi participou de um banquete noturno naquele dia que contou com a presença do emir Abdullah da Transjordânia e seu filho Nayef, e do príncipe 'Abd al-Ilah (ex-regente do Iraque), e convidou o primeiro-ministro, ex-primeiros-ministros, os líderes do Senado e a Câmara dos Deputados e altos estadistas.
Gazi era suspeito de ter um caso extraconjugal com um jovem servo iraquiano. Fontes britânicas escreveram em 1938 que a má reputação do rei Gazi foi manchada "ainda mais" quando um "jovem negro", que trabalhava no palácio, morreu "acidentalmente" disparando seu revólver quando não o removeu antes de sua sesta da tarde. Um especialista policial considerou que a explicação do palácio era consistente com o exame policial.
Os britânicos suspeitaram que havia mais na história, em particular, que um dos "adeptos" da rainha Aliya poderia ter matado o menino, já que o menino era suspeito de ser "o companheiro do rei na devassidão" e a rainha, portanto, teve uma "profunda aversão" ao menino. O rei entrou em pânico após esse incidente, temendo um assassinato iminente.

## Galeria

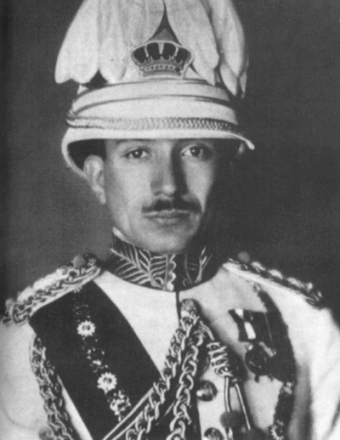
O rei Gazi em uniforme militar cerimonial.
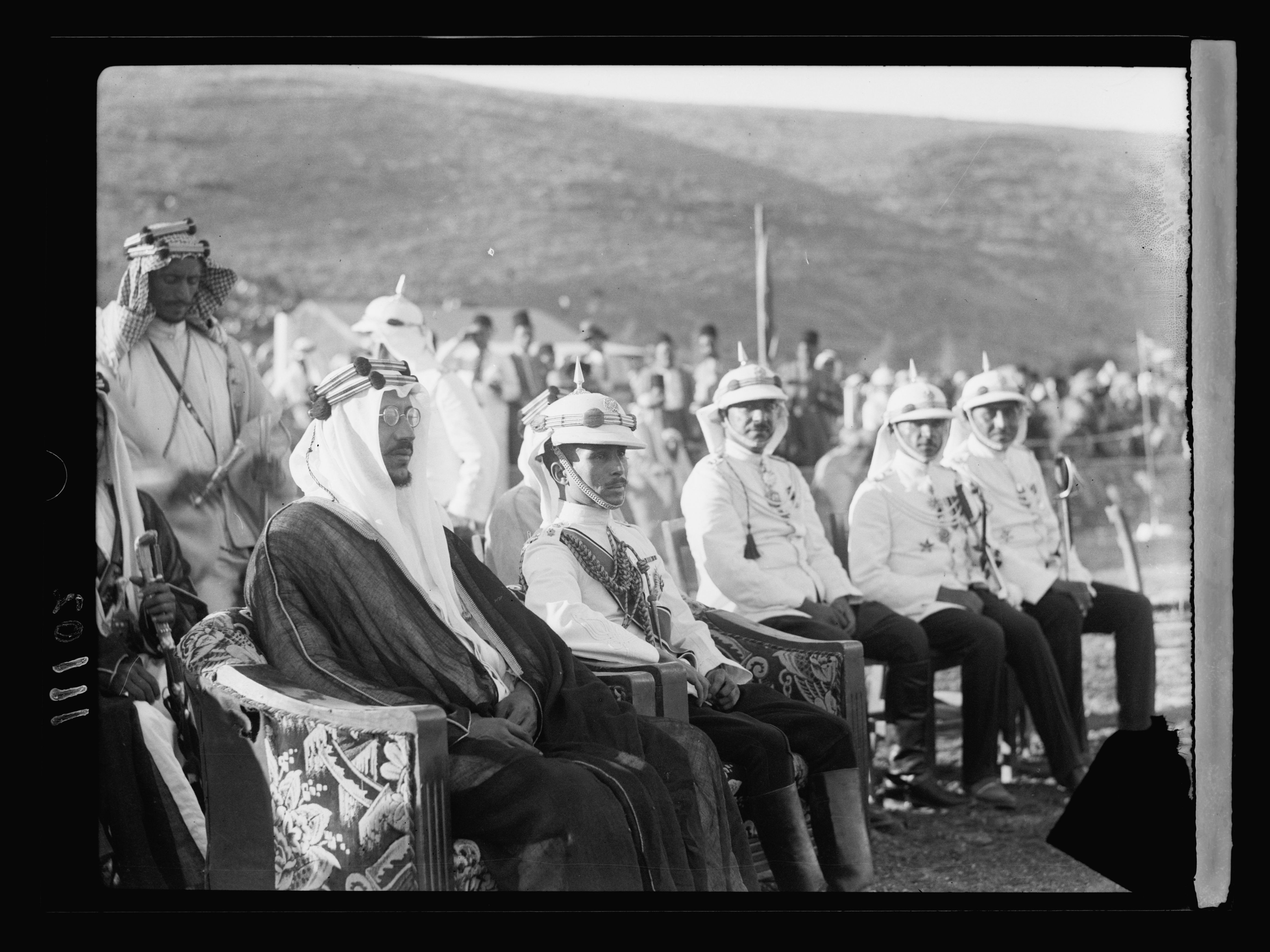
O rei Gazi com o rei Saud da Arábia Saudita.
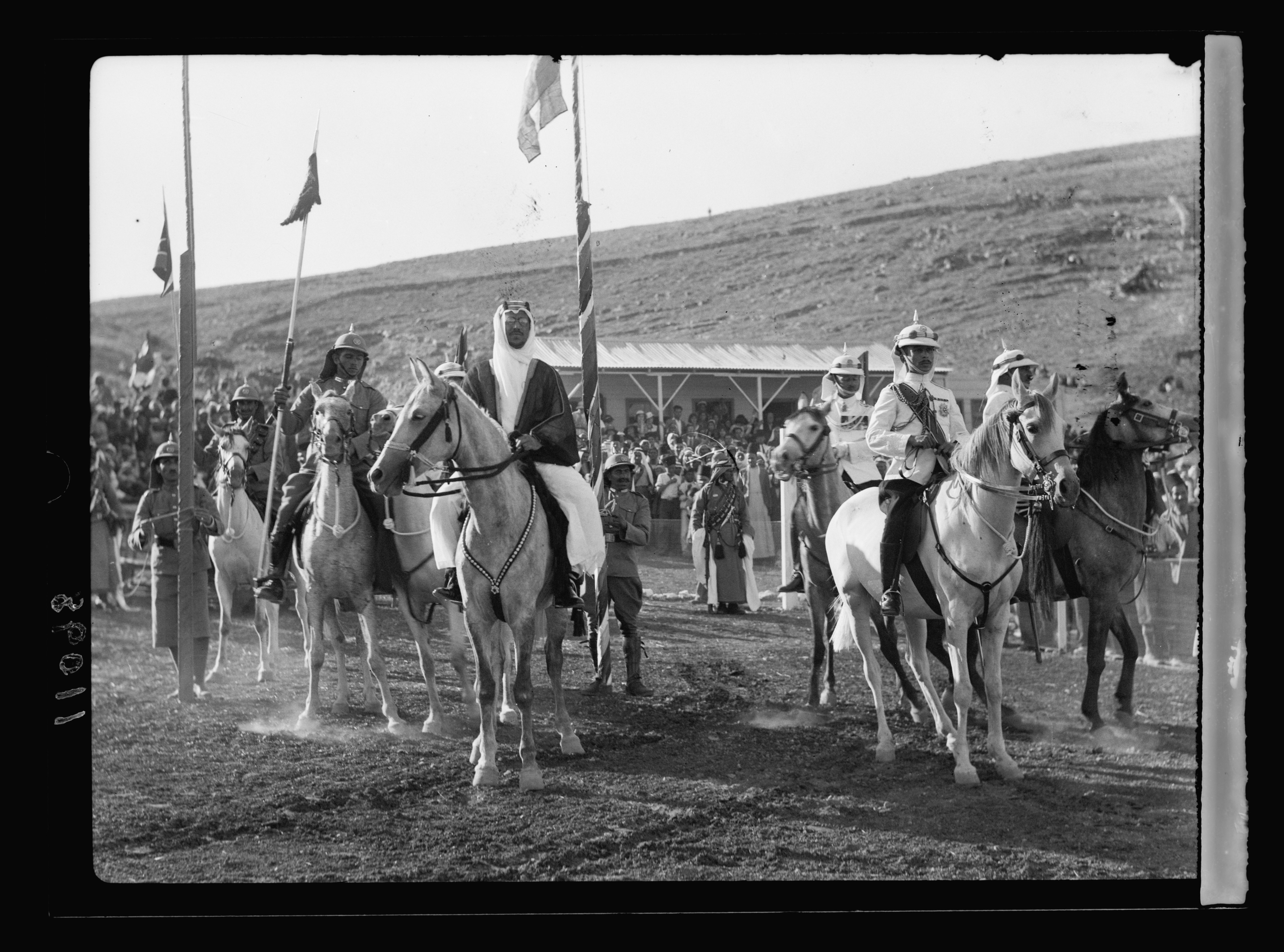
O rei Gazi e o emir Saud cavalgando.
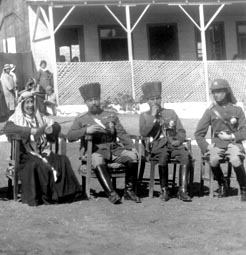
Monarcas haxemitas: O rei Gazi do Iraque com seu pai rei Faiçal I e tio rei Abdullah I da Transjordânia, 1937.
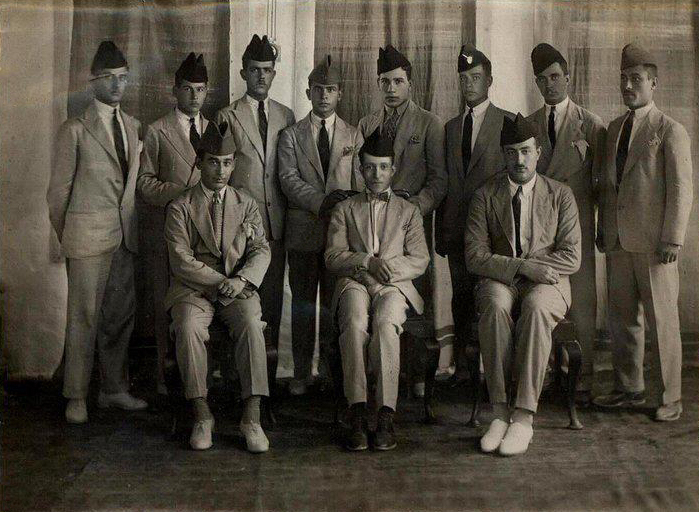
O rei Gazi em 1927.
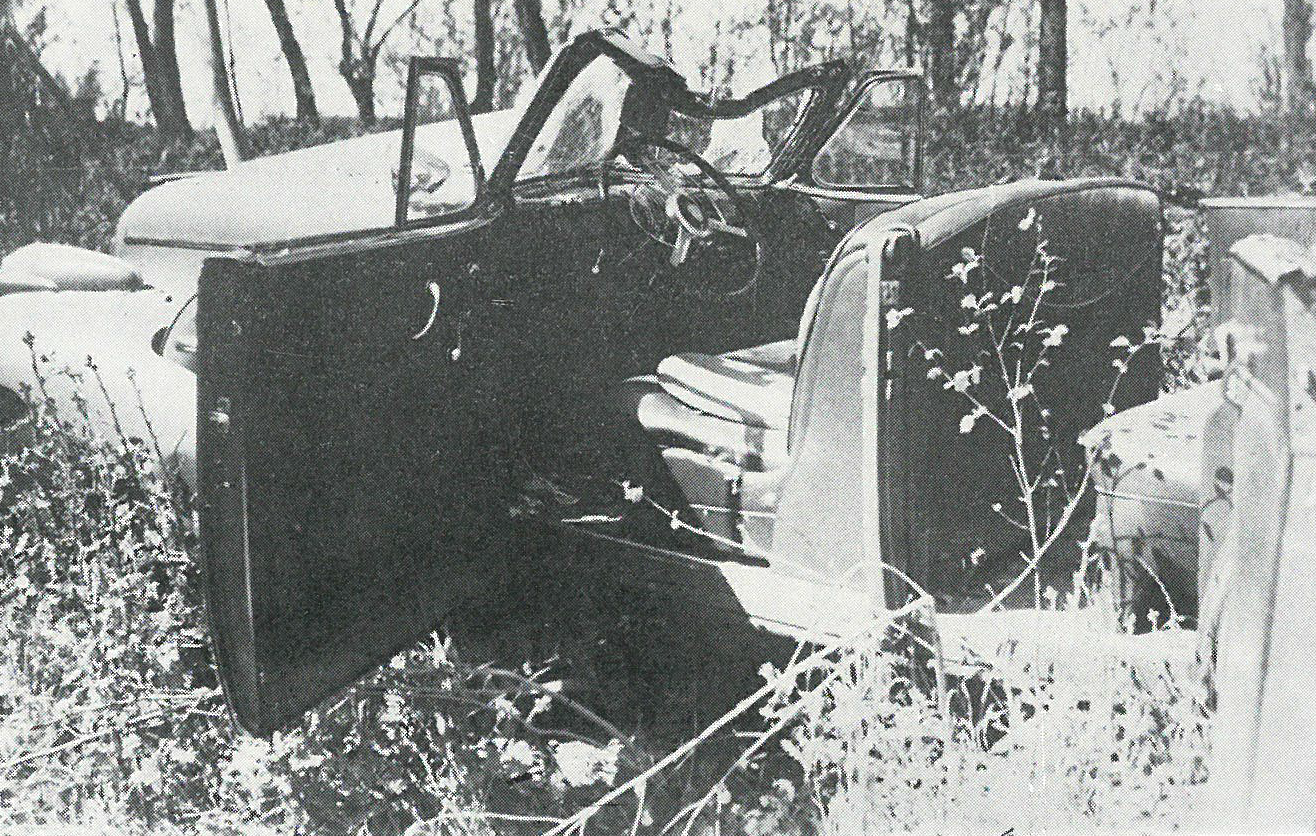
O carro de Gazi após acidente.
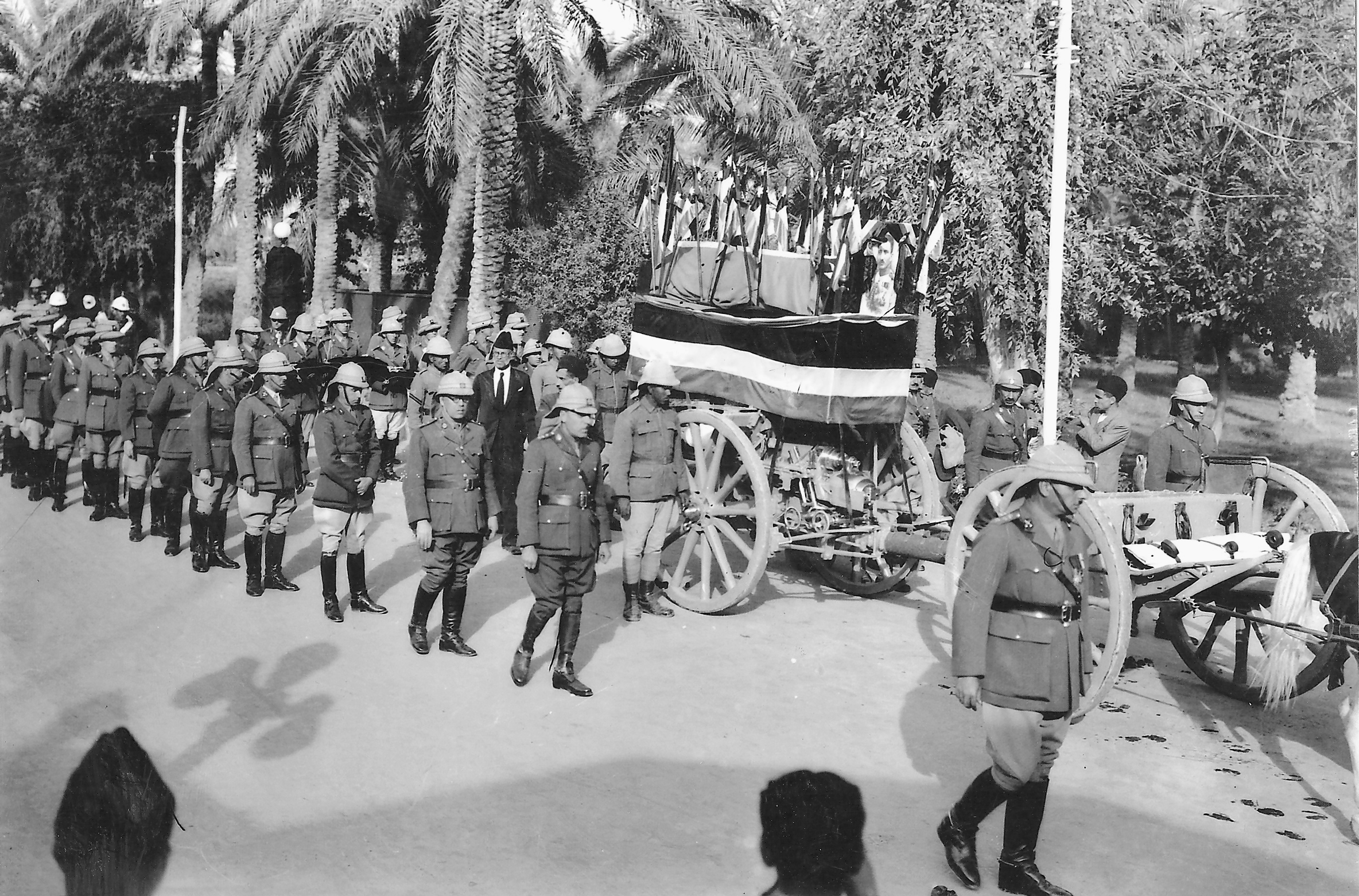
O funeral de Estado do rei Gazi do Iraque em 1939.

## Morte
O rei Gazi morreu em abril de 1939 em um acidente envolvendo um carro esporte que ele dirigia. De acordo com os estudiosos Ma'ruf al-Rusafi e Safa Khulusi, uma visão comum de muitos iraquianos na época era que ele fora morto por ordem de Nuri al-Said, por causa de seus planos de unificação do Iraque com o Kuwait.
Faiçal, o único filho de Gazi, o sucedeu como Rei Faisal II. Como Faisal era menor de idade, o príncipe Abdul Ilah serviu novamente como regente até 1953. Após a morte, ele foi homenageado como um dos cinco habibis.